# Центрально-Аранский экономический район

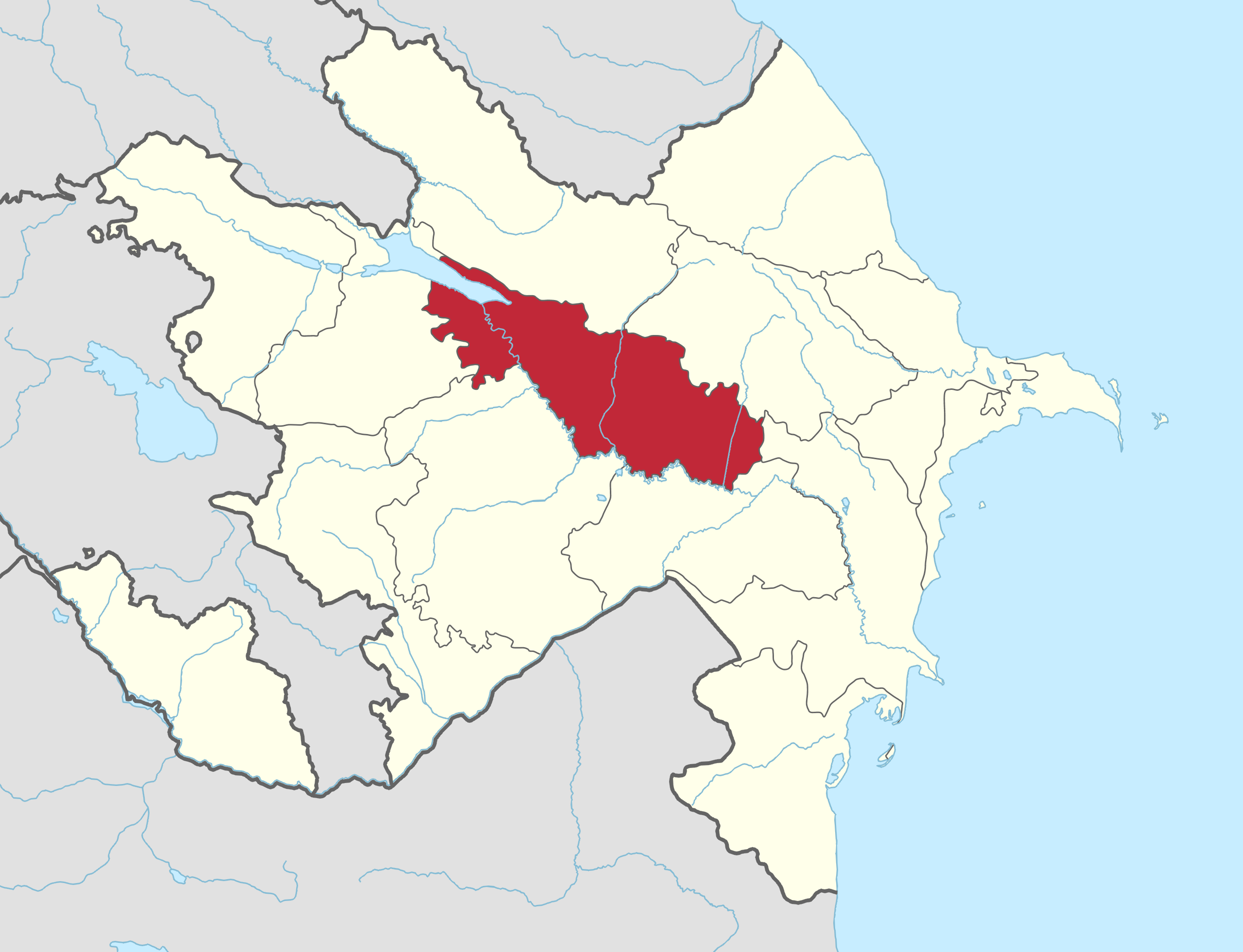
Центрально-Аранский экономический район

Центрально-Аранский экономический район (азерб. Mərkəzi Aran iqtisadi rayonu ) — один из 14 экономических районов Азербайджана. Включает Агдашский, Гёйчайский, Кюрдамирский, Уджарский, Евлахский, Зердабский административные районы и город Мингечевир.

## История
С 1991 по 2021 год назывался Аранским экономическим районом и включал 16 административных районов (Агджабединский, Агдашский, Бейлаганский, Бардинский, Биласуварский, Гёйчайский, Аджигабульский, Имишлинский, Кюрдамирский, Нефтчалинский, Саатлинский, Сабирабадский, Сальянский, Уджарский, Зердабский) и 18 городов (основные — Ширван, Мингечевир и Евлах).
7 июля 2021 года был принят указ «О новом разделении экономических районов в Азербайджанской Республике».

## Общие сведения
Площадь — 21 150 км² (составляет 24,7 % от общей площади республики). Население — 1936,0 тыс. чел. (на начало 2015 года, составляло 20,5% от общего населения страны).
В 2022 году в районе действовало 16 408 субъектов малого и среднего бизнеса, в 2023 году — 17 931.

## География

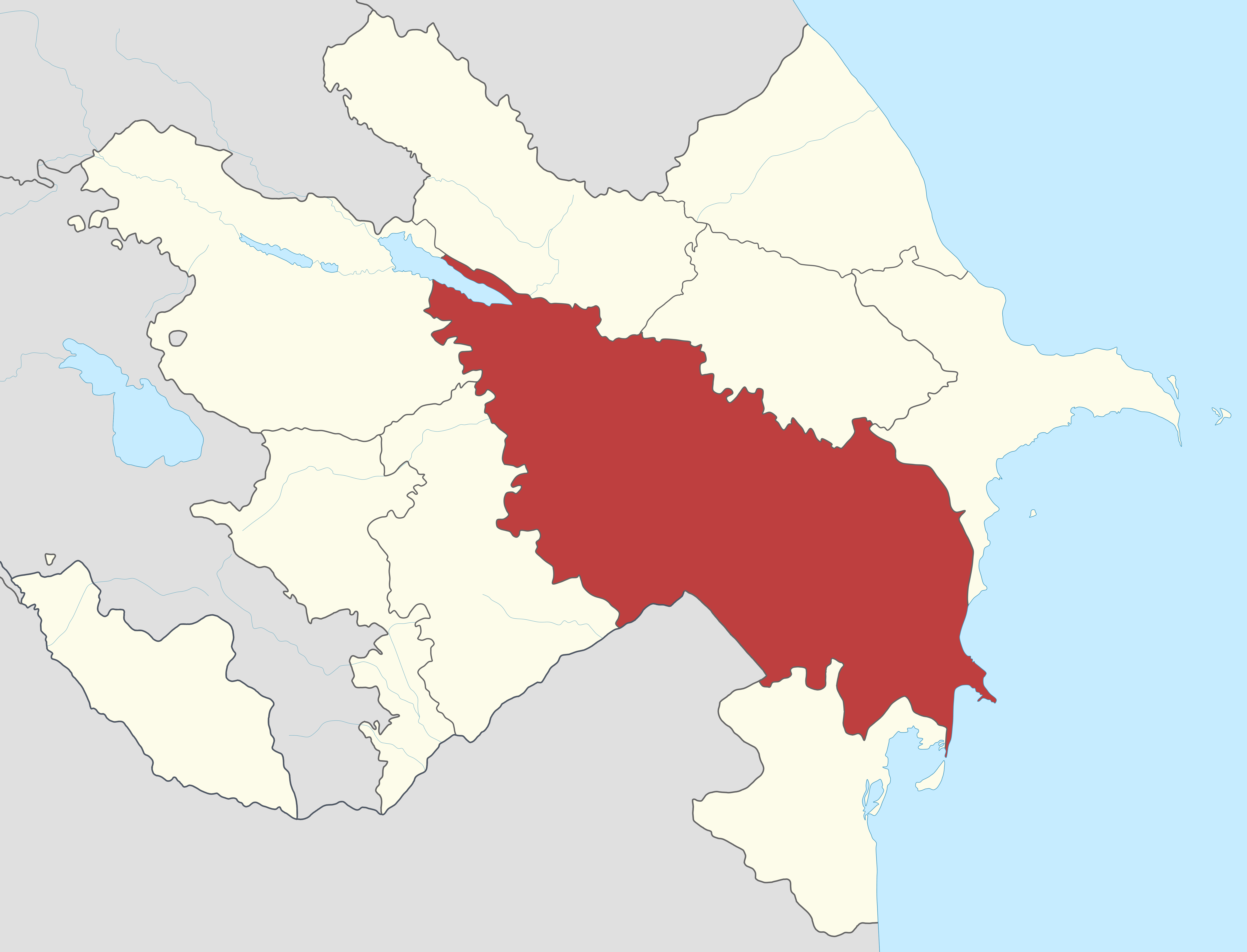
Аранский экономический район до 7 июля 2021 года (закрашен красным)

Для района в основном характерен сухой субтропический климат.
По региону протекают реки Кура и Араз.

## Промышленность
Добыча: нефть, газ, йодо-бромные воды, различные строительные материалы (камень-кубик, песок, щебень).
Промышленность сосредоточена главным образом на юго-востоке и северо-западе района. Основу промышленности составляют предприятия химической, машиностроительной, лёгкой, пищевой, отраслей и отрасли производства строительных материалов.
Предприятия химической промышленности функционируют в городах Мингечевир, Сальян и Нефтечала. В Сальяне действует завод пластмассы, в Нефтечале — йодо-бромный завод.
Центрами машиностроения района являются Мингечевир, Ширван, Сальян.
Лёгкая промышленность: во всех административных районах данного экономического района действуют предприятия пищевой промышленности. В ряде городов района действуют хлопкоочистительные заводы, а также фабрика по производству хлопчатобумажных тканей (Мингечевир), первичной обработки шерсти (Евлах), завод искусственной кожи (Ширван), ковроткачества (Гаджикабул).
Пищевая промышленность базируется на производстве и переработке сельскохозяйственной продукции — овощей и фруктов (Сабирабад), рыбных консервов (Нефтечала), мяса и молока, животноводства и зерновых продуктов.
Одной из наиболее развитых и специализированных отраслей промышленности является электроэнергетика. 60 % всей производимой в Азербайджане электрической энергии приходится на 2 Мингечевирские электростанции.

## Сельское хозяйство
Орошаемое земледелие является основой сельского хозяйства. Для орошения посевных земель из Мингечевирского водохранилища проведены Ширванский и Карабахский оросительные каналы. Установленная сеть дренажных коллекторов (Главный Ширванский, Мильский, Мугань-Сальянский коллекторы) используется для промывания засоленных почв. 
К специализированным отраслям сельского хозяйства относятся хлопководство, зерноводство, виноградарство, субтропическое плодоводство, бахчеводство и рыбоводство. 
Более 9 % производимого в Азербайджане хлопка приходится на долю этого района. Также в районе выращивается картофель и сахарная свекла.

## Инфраструктура

### Транспортная инфраструктура
Через территорию района проходят транспортные линии, соединяющие Баку с основными экономическими районами, Грузией, Ираном и Турцией. В последнее время наблюдается тенденция увеличения количества международных перевозок, что повысило значимость этих транспортных путей. 
В районе действует аэропорт Евлах.

## Внешние ссылки
- Экономическая карта Азербайджана
- Государственная Программа социально-экономического развития регионов Азербайджанской Республики (2004-2008 гг.)
- Анализ и оценка хозяйственных комплексов экономических районов Азербайджана Статья опубликована в журнале «Российское предпринимательство» № 10 Вып. 1 (193) за 2011 год, стр. 169-174.
- Регионы Азербайджана